# Джурхуус, Ханс Андреас
Ханс Андреас Джурхуус (фар. Hans Andrias Djurhuus; 20 октября 1883, Торсхавн, Фарерские острова — 6 мая 1951, там же) — фарерский поэт, прозаик, драматург, историк, педагог.

## Биография
Родители — Оула Йоакуп Джурхуус (Óla Jákup Djurhuus) (1832—1909) и Эльза Мари, урождённая Поульсен из Хёсвуйка (1847—1897). Дед — Йенс Кристиан Джурхуус. Старший брат Янус также был поэтом.
В юности два года проработал членом экипажа фарерских рыболовецких судов.
В 1905 году получил педагогическое образование. Учительствовал в школах на Фарерских островах. С 1919 года до своей смерти в 1951 году был доцентом педагогического колледжа в Торсхавне.
В 1908—1910 годах работал главным редактором газеты Dúgvan, в 1944—1951 годах редактировал литературный журнал Varðin. Был председателем Национальной библиотеки Фарерских островов, руководил Детским фондом Фарерских островов и ассоциацией фарерских музеев.

## Творчество
Наряду с братом Янусом, считается одним из ведущих поэтов Фарерских островов. Оба брата были горячими сторонниками национального движения.
Дебютировал в 1905 году. Бо́льшая часть поэзии Х. А. Джурхууса посвящена природе.
Популярный детский поэт и писатель, автор песен для детей, которые в начале XX века были первыми и единственными детскими песнями Фарерских островов и до сих пор являются частью местного культурного наследия.
Ханс Андреас Джурхуус писал не только стихи для детей и взрослых, патриотические песни, прозу, сказки, но также пьесы и школьные учебники.
Написал первую книгу по истории Фарерских островов на фарерском языке.
Награждён Орденом Святого Олафа I класса.

## Иллюстрации к произведениям Х. А. Джурхууса на почтовых марках Фарерских островов

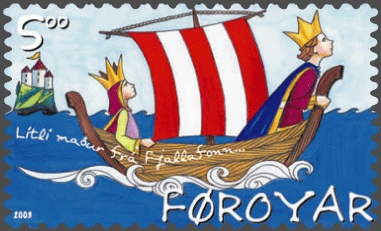
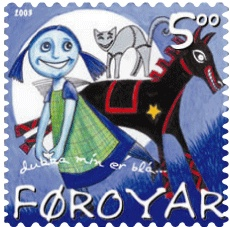
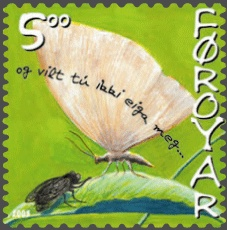
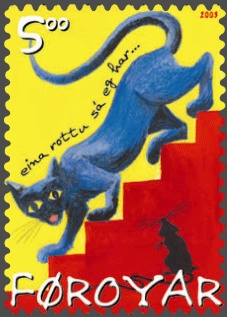